# Клайд, Дэвид
Дэвид Юджин Клайд (англ. David Eugene Clyde, род. 22 апреля 1955 года) — американский бейсболист, отыгравший пять сезонов в Главной лиге бейсбола (МЛБ) на позиции питчера за «Техас Рейнджерс» (1973—1975) и «Кливленд Индианс» (1978—1979). Клайд считался одним из самых перспективных бейсболистов, однако из-за травмы плеча был вынужден завершить профессиональную карьеру в возрасте 26 лет.
Клайд был звездой бейсбольной команды старшей школы Вестчестера и считался «следующим Сэнди Коуфаксом». На драфте МЛБ 1973 года он был выбран под общим первым номером клубом «Техас Рейнджерс». Первоначально руководство команды планировало, что Дэвид проведёт две игры в МЛБ, а затем будет выступать в низших лигах, однако по финансовым соображениям владелец клуба Боб Шорт решил оставить молодого игрока в основном составе, где его показатель earned run average (ERA) за 18 игр в стартовом составе составил 5,01. Многие журналисты критиковали руководство «Рейнджерс» за это решение и неудачный старт профессиональной карьеры Дэвида. В самом начале сезона 1975 года Клайд получил травму плеча и был отправлен в низшие лиги, где провёл три сезона. В 1978 году он был обменян в «Кливленд Индианс», за которых отыграл два сезона перед тем, как с ним расторгли контракт. Позже Клайд безуспешно попытался вернуться в МЛБ в составе «Хьюстон Астрос».
Карьера Клайда стала уроком по подготовке будущих игроков, показав, что слишком тяжёлые нагрузки могут привести молодой организм к травмам. Журналист Рэнди Галлуа назвал карьеру Клайда худшим случаем «неправильного обращения» с молодым игроком в истории бейсбола. В то же время многие считают Дэвида Клайда спасителем «Техас Рейнджерс», так как благодаря ему посещаемость домашних игр команды заметно возросла, что помогло клубу избежать банкротства.

## Ранние годы
Дэвид родился в семье Джина и Эми Клайд в Канзас-Сити (штат Канзас) и был старшим из четырёх сыновей. Позже семья жила некоторое время в Нью-Джерси, пока в 1969 году не переехала в Хьюстон (штат Техас). В Хьюстоне Дэвид учился в Вестчестерской старшей школе и выступал за футбольную и бейсбольную команды. В школе он был известен как перфекционист и отличный ученик. Клайд также хорошо проявлял себя на бейсбольном поле, особенно на последнем году обучения, когда он одержал 18 побед и не потерпел ни одного поражения за сезон, причём пропустил всего три очка за 148 сыгранных иннинга. Кроме того он сыграл пять ноу-хитеров и установил 14 национальных рекордов для школьников. Доминирование Дэвида на школьном уровне привлекло к нему внимание скаутов клубов МЛБ, некоторые из которых называли Клайда «следующим Сэнди Коуфаксом»; скаут «Филадельфии» отзывался о нём как о «самом перспективном начинающим питчере», которого ему доводилось видеть. Специалисты отмечали, что Дэвид демонстрирует не только хороший фастбол, но и также кёрвбол, который практически никто не может отбить.

## Профессиональная карьера

### Драфт
Перед драфтом МЛБ 1973 года Клайд получил высокую оценку от таких национальных изданий как Sports Illustrated и Newsweek, а все скауты сходились на том, что он является лучшим игроком предстоящего драфта. Так, скаут «Филадельфии Филлис» Лу Фицджеральд вспоминал: «Я посмотрел, как Клайд отыграл три иннинга, и ушёл. Зачем тратить своё время? Мы всё равно выбираем вторыми». В 1973 году первый выбор на драфте принадлежал «Техас Рейнджерс», показавшим худший результат в предыдущем сезоне — 54-100, и они использовали его для выбора Дэвида. Под вторым номером был выбран будущий участник матча всех звёзд МЛБ Джон Стирнс, а под третьим и четвёртым номерами будущие члены Бейсбольного зала славы Робин Йонт и Дэвид Уинфилд соответственно. Согласно некоторым источникам, при подписании контракта Клайд получил бонус в размере 125 тыс. долларов, однако по словам самого игрока он получил бонус в размере 65 тыс. долларов, зарплату в размере 22,5 тыс. долларов и 7500 долларов за нахождение в составе клуба. Сам Клайд после подписания контракта заявил, что его главной целью является «стать величайшим питчером в истории». Он также попросил дать ему номер «32», как и у его кумира Коуфакса.

### «Техас Рейнджерс» (1972—1978)
Первоначально «Техас Рейнджерс» базировались в Вашингтоне (округ Колумбия), где выступали под названием «Вашингтон Сенаторз». Однако из-за финансовых трудностей перед началом сезона 1972 года клуб переехал в Арлингтон (штат Техас). Владелец команды Боб Шорт надеялся, что на новом месте клуб будет более популярен среди болельщиков, и даже расширил новый домашний стадион клуба «Арлингтон-стэдиум», добавив 18 000 дополнительных мест. Но в сезоне 1972 года посещаемость домашних игр «Техас Рейнджерс» была предпоследней в Американской лиге — хуже она была только у «Кливленд Индианс». Шорт начал искать возможности повысить посещаемость матчей команды, одной из которых было использовать высококлассного местного игрока — Дэвида Клайда. Поэтому когда Дэвид подписывал контракт с клубом, одним из условий было проведение первых двух игр на домашнем стадионе «Рейнджерс» и лишь после этого переход в низшие лиги для развития игровых и физических способностей.
Ставка, сделанная Шортом на Клайда, с финансовой точки зрения себя полностью оправдала. Все билеты на дебютный матч молодого питчера на стадион, посещаемость которого в предыдущем сезоне была около 6000 человек, были впервые в истории полностью распроданы. 35 698 зрителей пришло посмотреть на Клайда вживую, и ещё около 10 000 человек не смогли купить билеты. Зрители съезжались со всей округи, и их было так много, что на автомагистрали Даллас-Форт-Уорт образовался огромный затор, из-за чего начало игры были вынуждены отложить на 15 минут, давая всем купившим билеты время попасть на стадион. Интерес к бейсболисту также поддерживало телевидение, которое с самого утра начало освещать подготовку Клайда к матчу. По телевидению были показаны не только любые движения Дэвида в раздевалке, в помещении для разминки и буллпене, но даже то, как он с утра завтракает. Девушка Клайда, находившаяся на трибунах, раздавала интервью журналистам и показывала всем кольцо, которое подарил ей жених.
Дебютная игра Клайда в высшей лиге состоялась всего через 20 дней после последнего матча на школьном уровне, и в ней молодой питчер одержал свою первую победу в МЛБ. Начало же этого матча не обещало положительного исхода для Дэвида — он пропустил на базы первых двух отбивающих, однако за последующие пять иннингов пропустил всего один хит (хоум-ран Майка Адамса), сделал восемь страйкаутов и помог своей команде одержать победу над «Миннесотой Твинс» со счётом 4:3. Впоследствии этот матч Клайд стал называть своей самой запоминающейся игрой в МЛБ. На следующий день «Рейнджерс» вновь играли против «Твинс», однако в этот раз на команду без Дэвида пришло посмотреть всего 3200 человек.
Клайд хорошо отыграл и вторую свою игру на профессиональном уровне против «Чикаго Уайт Сокс». В матче, которой пришло посмотреть около 33 000 человек, он провёл шесть иннингов, но из-за волдыря на пальце был вынужден покинуть питчерскую горку. Успешная игра молодого бейсболиста и его положительное влияние на посещаемость матчей заставили владельца клуба поменять планы и оставить Дэвида в основной команде. Появление Клайда на питчерской горке повышало посещаемость не только «Арлингтон-стэдиума», но и стадионов других команд. Так, одну из первых гостевых игр Дэвид провёл на «Фенуэй-парке» против «Бостон Ред Сокс». Этот матч собрал почти 32 000 человек, которые стоя аплодировали питчеру во время его выхода на поле. В конце игры, несмотря на то, что, показав хорошую игру на питчерской горке, «Рейнджерс» не поддержали его в атаке и проиграли (поражение записали в актив Клайда), болельщики вновь стоя аплодировали молодому питчеру и выкрикивали одобрительные слова, когда тот покидал поле. В сезоне 1973 года Клайд стал самым молодым игроком в лиге и провёл восемнадцать матчей (все в стартовом составе), завершив чемпионат с результатом 4-8 и показателем earned run average (ERA) 5,01. На вопрос, в чём разница между школьным и профессиональным бейсболом, Клайд ответил, что в МЛБ отбивающие «лучше видят мяч, поэтому чаще находят [с ним] контакт».
Несмотря на огромную популярность Клайда и его положительное влияние на доходы клуба (согласно оценкам журналистов, только на продаже билетов на первый матч Клайда и концессионных продажах Шорт заработал больше, чем составляла годовая зарплата и бонусы Дэвида), перед началом сезона 1974 года ему предложили по контракту только такую же сумму, как за прошедший год, что сильно расстроило игрока, который был бы рад даже символическому повышению зарплаты в знак того, как клуб ценит его. Сам же сезон он начал с результата 3-0, однако его появления на игровом поле постоянно сопровождались спорами между новым менеджером «Рейнджерс» Билли Мартином и президентом клуба Бобби Брауном. Руководители команды спорили о том, как лучше использовать и развивать талант Клайда, что привело к уходу Брауна со своего поста. Дэвид же вынужден был пропустить один месяц чемпионата, но позже вошёл в основной состав команды до конца сезона. За 28 матчей в чемпионате (21 в стартовом составе) его результат составил 3-9 с показателем ERA 4,38. В сезоне 1975 года он успел отыграть всего одну игру (поражение), после чего получил травму плеча и был отправлен в фарм-клуб «Питтсфилд Рейнджерс», выступающий в Восточной лиге. В низших лигах Клайд провёл три сезона, а в 1976 году перенёс операцию на плече. Руководство «Рейнджерс» разуверилось в способности Дэвида стать звёздным игроком и даже не стало защищать его во время драфта расширения МЛБ 1976 года, однако его никто не выбрал. В 1976 году он выступал за фарм-клуб «Сакраменто Солонс», в 1977 году за «Тусон Торос» из Лиги Тихоокеанского побережья. Играя в составе «Торос», Клайд одержал 5 побед и потерпел 7 поражений, а его показатель ERA составил 5,84. В межсезонье 28 февраля 1978 года «Рейнджерс» обменяли его и ветерана Уилли Хортона в «Кливленд Индианс» на Тома Баски и Джона Лаунстейна.

### «Кливленд Индианс» и завершение карьеры
В новой команде Клайд вновь занял место в ротации стартовых питчеров. В своём первом матче за «Индианс», закончившимся с результатом 3:2, он провёл полную игру, пропустив всего 4 хита от отбивающих «Окленд Атлетикс», и одержал победу. В общей сложности в сезоне 1978 года он провёл 28 матчей, одержав 8 побед и потерпев 11 поражений с показателем ERA 4,28 и сделав 83 страйкаута. По итогам сезона Дэвид занял четвёртое место в Американской лиге по количеству уайлд-питчей — 11. В сезоне 1979 года он успел отыграть за «Индианс» всего девять матчей (3-4, ERA 5,91) перед тем, как порвал вращательную манжету плеча и был переведён в низшие лиги. Таким образом, игра 7 августа 1979 года стала последней для Клайда в МЛБ. После окончания сезона 1979 года он был обменян обратно в «Рейнджерс», но ещё на весенних сборах вновь травмировал плечо и был отчислен из состава команды.
В 1981 году Клайд попытался вернуться в высшую лигу и даже подписал контракт с «Хьюстон Астрос», однако весь сезон провёл в фарм-клубах команды — «Коламбус Астрос» и «Тусон Торос». В Коламбусе Дэвид демонстрировал отличные результаты, одержав 6 побед и не потерпев ни одного поражения, а его показатель ERA составил 0,76. В «Торос» же его игра выглядела намного хуже — 6,85 ERA. 5 февраля 1982 года Клайд объявил о завершении своей профессиональной бейсбольной карьеры. В целом за пять лет в МЛБ Клайд провёл 84 игры, в которых одержал 18 побед, потерпев 33 поражения, его показатель ERA составил 4,63 и он сделал 228 страйкаутов.

## Характеристика игрока
Дэвид Клайд был одним из самых многообещающих питчеров-левшей. На школьном уровне основной подачей Клайда был фастбол, кроме того, в его арсенале был кёрвбол, который, по словам тренера «Рейнджерс» Джеки Мура, невозможно было хорошо отбить. В профессионалах же страйковая зона оказалась намного у́же, чем он привык (что требовало большей точности броска), а более опытные отбивающие не машут битой, когда подача идёт высоко. К тому же достаточно быстро отбивающие соперника поняли, что Клайд не обладает хорошим контролем мяча, поэтому стали выжидать, когда тот кинет фастбол, и ловить его на этом. По словам будущего члена Бейсбольного зала славы и первого менеджера Клайда в высшей лиге Уити Херзога, молодого питчера, который не знал неудач на школьном уровне, такие проблемы при подачах могут потерять уверенность в себе, что и произошло с Дэвидом.

## Наследие
В начале профессиональной карьеры Клайда часто называли «сенсацией» и «феноменом», однако все сходятся во мнении, что последующие проблемы бейсболиста связаны с тем, что его слишком рано стали использовать в высшей лиге (это было связано с финансовыми проблемами «Рейнджерс»). В сезоне 1973 года Клайд провёл 18 игр в стартовом составе, из которых 12 на домашней площадке. Средняя посещаемость домашних игр с молодым питчером была 18 187 человек, в то время как на остальные игры «Рейнджерс» в среднем приходило всего 7546 зрителей. Согласно журналисту Рэнди Галлуа, благодаря Клайду бейсбол появился на карте Далласа, и жители города продолжили интересоваться этой игрой даже после того, как Дэвид был вынужден покинуть МЛБ. Благодаря успеху Клайда по привлечению зрителей на стадион, Шорт продал «Рейнджерс» Брэду Корбетту в 1974 году, что уберегло команду от перехода под контроль Американской лиги и потенциально сохранило клуб в Техасе. По словам тренера «Рейнджерс», Клайд «проделал долгий путь на пути к спасению клуба».
Неудачная карьера Клайда сделала его примером того, как можно испортить перспективного игрока. Херзог в своей автобиографии «White Rat» написал, что его заставляли держать Дэвида в игре дольше, чем обычно, так как болельщики хотели видеть 18-летнего «феномена» на питчерской горке. И именно это привело к тому, что рука Клайда так рано не выдержала нагрузки. В 2003 году в интервью The New York Times Херзог раскритиковал бывшего владельца «Рейнджерс», заявив, что «Шорт определённо не собирался отправлять его в низшие лиги. Мальчик должен был отправиться туда после двух стартов». Он также сказал, что Клайд «был одним из лучших молодых питчеров-левшей, которых он когда-либо видел». Бывший одноклубник Клайда Том Грив также уверен, что оставление Клайда в основном составе было «самой большой глупостью, какую могли сделать с питчером-школьником».
В 2003 году в интервью Associated Press Клайд признал, что слишком рано стал выступать в высшей лиге, назвав свою карьеру «классическим примером того как не надо использовать молодой талант». В то же время Дэвид считает, что внёс свой вклад в спорт, хотя и называет его «мрачным». За неделю до тридцатилетней годовщины дебютной игры Клайда была организована церемония перед матчем «Рейнджерс» — «Астрос», в ходе которой он выполнил первый бросок своему бывшему одноклубнику Кену Суаресу.

## Личная жизнь
Из-за проблем, имевших место в сезонах 1974 и 1975 годов, Клайд стал злоупотреблять алкоголем. Впоследствии этот период времени он описывал как «низшую точку своей жизни». Он был трижды женат. В браке с третьей женой, Робин, у них родилось трое детей — сыновья Райан и Рид и дочь Лорен. По окончании бейсбольной карьеры Клайд работал на лесопилке тестя в Техасе. В 2003 году он, будучи вице-президентом компании, вышел на пенсию и работал тренером местного детского бейсбольного клуба «Хьюстон Мираклс»; с «Мираклс» он оставался более десяти лет. Так как Клайд провёл менее четырёх лет в МЛБ (ему не хватило 37 дней), то, согласно коллективному договору между игроками и лигой, он не мог рассчитывать на пенсию. И хотя в 1981 году в договор были внесены изменения, его пенсия в начале 2000-х годов составляла только 6000 долларов в год, заставляя его надеяться стать тренером питчеров в одной из команд МЛБ и отработать недостающие дни. Он также присматривает за своим пожилым отцом.